# توراكو فيشري
توراكو فيشري (الاسم العلمي: Tauraco fischeri) (بالإنجليزية: Fischer's Turaco)‏ هو نوع من الطيور يتبع جنس التوراكو من فصيلة آكلات الموز.
الطَّوْرق نوع من الطيور ينتمي إلى فصيلة طيور إفريقية تعيش جنوب الصحراء الكبرى ويتراوح طول هذه الطيور ما بين 40 و75سم ولها ريش أخضر فاقع وأحمر وبنفسجي غامق. وهذه الطيور هي الوحيدة التي تفرز مادة ملونة خضراء من خلايا ريشها بينما يظهر اللون الأخضر في ريش الطيور الأخرى نتيجة لانعكاس أشعة الشمس.
ويصنف العلماء طيور الطَّوْرق في أربع مجموعات هي:
1. طائر الطورق ذو العُرف.
2. طيور الطورق المبتعدة.
3. الطورق الأزرق الكبير.

وتعيش معظم طيور الطورق في جماعات في الغابات الكثيفة. ولكن طيور الطورق المبتعدة تعيش في المناطق الجافة المنبسطة. ويوجد ما يقرب من 19 نوعًا من هذه الطيور ولا تجيد طيور الطورق الطيران وتتسلق هذه الطيور أغصان الأشجار مثلما تفعل السناجب وتتغذى طيور الطورق بالفواكه والحشرات وتبني أعشاشها فوق الأشجار وتضع أنثى الطورق ما بين بيضتين وثلاث بيضات ذات لون أبيض أو أخضر.

## التوزع
21 نوع 18 حية 3 كم تاكينحثات تعود إلى العصر الفجري لفرنيا. يوجد في أفريقيا شمال الصحراء، وفي الغابات الكثيفة وحافات الغابات. يتحرك محليا ولبس مهاجرا.

## الصفات المميزة
40-83 سم الجناحان قصيران مستديرات، المنقار قصير ومتين، الرقبة تميل إلى الطول، الرأس صغير وله عرف عادة. ال>يل طويل. الريش طري لونه أخضر، بني أو رمادي، له علامات بالأحمر أو الأبيض. الجنسان متشابهان.

## العادات
طائر يسكن الأشجار في أزواج أو مجموعات عائلية. طيرانه ضعيف ومنحدر يتسلق وركض مثل السنجاب عبر أوراق النباتات. له ضجيج لكن غير واضح. يأكل الفواكه، الحبوب، البراعم، الحشرات، البيوض 2-3 لونها أبيض. الفراخ زغبية تنشأ ذاخل العش. يحنها ويرعاها كلا من الجنسين.